# Laranjal (kommun i Brasilien, Paraná)
Laranjal är en kommun i Brasilien.   Den ligger i delstaten Paraná, i den södra delen av landet, 1 100 km söder om huvudstaden Brasília. Antalet invånare är 6 361.
Omgivningarna runt Laranjal är huvudsakligen savann. Runt Laranjal är det glesbefolkat, med 12 invånare per kvadratkilometer.